# Mereni (Constanța megye)
Mereni község Constanța megyében, Dobrudzsában, Romániában. A hozzá tartozó települések: Ciobănița, Miriștea és Osmancea.

## Fekvése
A település az ország délkeleti részén található, Konstancától harmincnégy kilométerre nyugatra, a legközelebbi várostól, Techirghioltól húsz kilométerre, nyugatra.

## Története
A települést 1774 körül törökök alapították Enge-Mahale néven, Miriștea községközponttal. Az  1916-os közigazgatási törvény alapján Merenibe helyezték át a polgármesteri hivatalt. Mai nevét 1930-ban kapta és ekkor csatolták Topraisarhoz. 1950 és 1981 között Osmancea volt a községközpont. 1981-ben ismét Mereni lett a központ, ekkor öt falu tartozott az irányítása alá: Bărăganu, Lanurile, Osmancea, Ciobănița és Miriștea. 2002-ben Bărăganu és Lanurile kiváltak és egy új közigazgatási egységet hoztak létre.

## Lakossága
A nemzetiségi megoszlás a következő:
| 2002      | 2002 | 2002   |
| --------- | ---- | ------ |
| Románok   | 3916 | 93,06% |
| Tatárok   | 280  | 6,65%  |
| Törökök   | 4    | 0,09%  |
| Romák     | 3    | 0,07%  |
| Magyarok  | 1    | 0,02%  |
| Németek   | 1    | 0,02%  |
| Lipovánok | 1    | 0,02%  |
| Bolgárok  | 1    | 0,02%  |
| Egyéb     | 1    | 0,02%  |
| Összesen  | 4208 | 100,0% |